# Maszki
Maszki – wieś w Polsce położona w województwie lubelskim, w powiecie lubelskim, w gminie Wojciechów.
W latach 1975–1998 miejscowość administracyjnie należała do ówczesnego województwa lubelskiego.
Wieś stanowi sołectwo gminy Wojciechów. Według Narodowego Spisu Powszechnego z roku 2011 wieś liczyła 449 mieszkańców.
| SIMC    | Nazwa   | Rodzaj    |
| ------- | ------- | --------- |
| 0393710 | Zagrody | część wsi |

Północną zachodnią część wsi Maszki stanowią Będki znane dokumentach z roku 1415 jako źreb Bądki, a także Bątki, Będki
w powiecie lubelskim, parafii Wąwolnica.
W wieku XV wieś była własnością szlachecką

W roku 1456 dziesięcinę odprowadzano do klasztoru świętokrzyskiego 

W roku 1529 dziesięcina snopową wartości 42 grzywien należy do biskupa krakowskiego (Długosz Lb. T.II s.575)
Wierni Kościoła rzymskokatolickiego należą do parafii św. Teodora w Wojciechowie.